# Quand il pète il troue son slip
Vous lisez un « bon article » labellisé en 2019.
Singles de Sébastien Patoche
La Cartouche
(2013)
Pistes de J'emmerde les bobos !
Intro
(1) La Cartouche
(3)
Quand il pète il troue son slip est une chanson humoristique sortie en 2013. Elle est interprétée par l'animateur Cartman, sous les traits de son personnage de Sébastien Patrick, renommé par la suite Sébastien Patoche. La chanson et le personnage sont des parodies de l'animateur Patrick Sébastien et de son répertoire de chansons populaires, les paroles faisant aussi référence à Chuck Norris et à la série télévisée Walker, Texas Ranger.
Interprétée initialement dans le cadre d'un sketch de l'émission Touche pas à mon poste ! le 20 mars 2013, la chanson rencontre un succès populaire et sort le 15 mai 2013 en single sur iTunes. Ce dernier réussit à détrôner le titre Get Lucky de Daft Punk en termes de ventes sur la plateforme, provoquant des réactions dans les milieux artistique et journalistique. La chanson est ensuite intégrée à l'album J'emmerde les bobos ! qui sort le 8 juillet 2013.

## Genèse
| Vidéo externe |                                                                      |
|               | Le Trou qui pète sur la chaîne YouTube de Miko, comparse de Cartman. |

Le personnage de Sébastien Patrick date de 2008, à l'époque où Cartman travaille avec son comparse Miko sur la chaîne Comédie! dans l'émission parodique Miko et Cartman ne foutent rien,. Sébastien Patrick y chante alors une parodie intitulée Le Trou qui pète. Travaillant aussi à la radio, c'est en passant du temps dans les studios d'enregistrement, apprenant à utiliser le matériel, que Cartman compose la chanson.
Pour l'émission Touche pas à mon poste ! du 20 mars 2013, Cartman reprend son personnage de Sébastien Patrick lors d'une séquence où il interprète trois chansons pour faire deviner à l'invité des personnages de séries télévisées, dont celui de Walker, Texas Ranger interprété par Chuck Norris. Il est accompagné au saxophone par le musicien Nicolas Bouvard sous le pseudonyme de Manu Di Banco. C'est à cette occasion qu'il interprète pour la première fois Quand il pète il troue son slip,, en hommage à Chuck Norris. 
Pour cette chanson, Cartman reprend tout simplement Le Trou qui pète. Le refrain est réécrit avec Bouvard en cinq minutes dans les toilettes de la chaîne D8, quelques instants avant le direct,. Les paroles et la musique caricaturent les chansons humoristiques interprétées par Patrick Sébastien. D'une durée de 8 minutes, la séquence provoque l'hilarité de Cyril Hanouna, de ses chroniqueurs, des invités et du public, si bien qu'elle est réinterprétée à plusieurs reprises lors des émissions suivantes.
Le buzz provoqué sur les réseaux sociaux, un coup de téléphone du producteur musical Tefa et la demande du public poussent ensuite à la production d'un single,. Tefa confie : « J'ai tout de suite vu que ça allait cartonner. Ce sont des chansons pour faire la fête, un univers populaire avec lequel on a grandi. » Initialement, Cartman envisage de mettre le titre en ligne gratuitement, mais le coût de production (enregistrement, mixage, distribution) contraint l'artiste à mettre le single sur iTunes au prix d'1,29 €,.

## Accueil

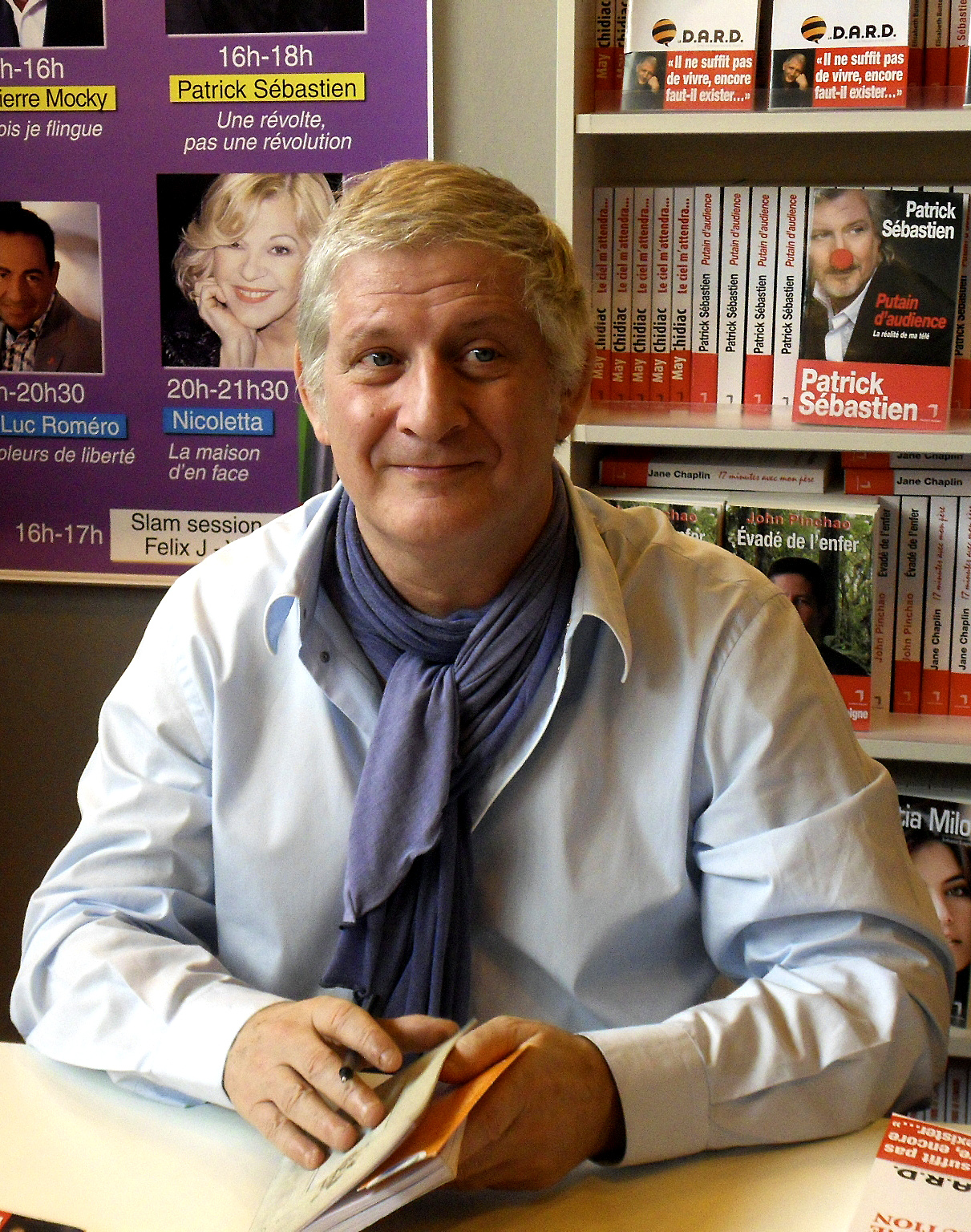
Patrick Sébastien (ici en 2010), parodié par Cartman, adoube la chanson lors de son passage dans Touche pas à mon poste !

Le 4 avril 2013, Patrick Sébastien, invité de Touche pas à mon poste !, se prête au jeu en interprétant la chanson aux côtés de Sébastien Patrick,. En faisant preuve d'autodérision, l'animateur et chanteur donne ainsi, selon Le Huffington Post, « sa bénédiction pour ce buzz en reprenant avec force et enthousiasme la chanson ». Le Huffington Post considère par ailleurs que la chanson « ne repose que sur la télévision et les quelques ingrédients nécessaires à un buzz programmé ». Patrick Sébastien profite même de son passage dans l'émission de Cyril Hanouna pour inviter sa caricature à chanter pour la Fête de la musique sur France 2.
Le 15 mai, la chanson se classe no 1 des téléchargements sur iTunes Store et détrône Get Lucky de Daft Punk. En apprenant la nouvelle, le compositeur et interprète français Benjamin Biolay commente sur Twitter : « Putain de belle époque ». Paul Tian, du Nouvel Observateur, voit pour sa part une « fracture entre Paris et la province ». Le journaliste explique que cette opposition s'exprime « avec le combat que se livrent sur Internet les adorateurs du dernier opus de Daft Punk, encensé par de très nombreux journalistes parisiens, et ceux qui ont décidé de se payer une bonne tranche de rigolade, que certains nomment « franchouillardise », avec le désormais culte Et quand il pète, il troue son slip ». Néanmoins, Get Lucky reste no 1 dans le classement du Syndicat national de l'édition phonographique (SNEP), Quand il pète il troue son slip débutant à la 2e place de ce classement avec 16 800 ventes en cinq jours seulement, avant de descendre à la 14e place la semaine suivante,. À propos du tweet de Benjamin Biolay, Cartman, sous l'identité de Sébastien Patoche, répond dans Voici : « c'est difficile pour eux de voir un petit jeune comme moi débarquer et redonner ses lettres de noblesse à la chanson à textes ». Le manager de Daft Punk, quant à lui, réagit à l’ascension du titre en changeant sa photo de couverture Facebook pour une photo du personnage parodique avec la dédicace : « Maintenant, je vais faire du Daftrick Sébaspunk ». En Belgique francophone, le titre fait une apparition dans l'Ultratop 50 à la 32e place la semaine du 25 mai.
Sur demande de Patrick Sébastien, Cartman modifie le nom de son personnage qui devient Patrick Patoche en avril 2013, puis Sébastien Patoche en juin, bien que le nom reste inchangé sur la pochette du single. En effet, la trop grande proximité entre les deux noms créait un amalgame trop marqué et des complications pour la recherche de chaque personnalité sur Google ou iTunes. Le nouveau nom est également un clin d'œil à Patrice, le conjoint de Valérie Bénaïm,.
Quentin Girard de Libération fait le parallèle avec la chanson Bo le lavabo de Vincent Lagaf', un « tube faussement subversif qui, se moquant des codes du système, s’y inscrit totalement », expliquant que Quand il pète il troue son slip et Bo le lavabo « racontent la même chose : une société qui n’espère rien. Elle veut être confortée dans une absence d’ambition artistique et intellectuelle jusqu’à ce que mort dans une maison de retraite s’ensuive ».
Avec le succès rencontré par le single, émerge l'idée de sortir un album, J'emmerde les bobos !, dans lequel est intégrée la chanson,. L'album sort le 8 juillet 2013.
En outre, dans un article sur l'émission de Cyril Hanouna fin 2013, Raphaël Garrigos et Isabelle Roberts, dans Libération, évoquent la chanson en la qualifiant de « tristement célèbre », rappelant qu'elle est allée « tuer Daft Punk dans les charts ».

## Versions
| 1. | Quand il pète il troue son slip | 3:04 |

La version originale de la chanson est également disponible sur l'album J'emmerde les bobos !, où figurent deux autres versions du titre, intitulées Quand il pète il troue son slip (Part II) et Quand il pète il troue son slip (Part III), d'une durée respective de 3:40 et 3:36.

## Classement hebdomadaire
| Classement (2013)                       | Meilleure position |
| --------------------------------------- | ------------------ |
| Belgique (Wallonie Ultratop 50 Singles) | 32                 |
| France (SNEP)                           | 2                  |
| France (SNEP Téléchargement)            | 2                  |

## Clip vidéo
Dans le clip vidéo associé au single, le chanteur, toujours accompagné de Manu Di Banco, s'entoure également de Cyril Hanouna, Énora Malagré, Camille Combal ainsi que de l'animatrice Valérie Damidot. Annoncés sur Facebook, les premiers extraits du clip sont dévoilés lors de l'émission de TPMP du 6 juin 2013. Pendant le clip, Patoche et ses invités sont assis sur un canapé pour regarder à la télévision un personnage parodiant Chuck Norris, appelé Chuck Maurice. Hanouna effectue quelques danses de l'épaule et Patoche et ses invités dansent pendant le refrain.
Cartman profite de l'introduction du clip pour justifier le changement de nom de son personnage en Sébastien Patoche. Tefa apparaît ainsi au début de la vidéo, où il interprète un personnage prénommé Roberto et présenté comme le producteur de Baby Music (ou BVMusic). Ce protagoniste explique alors au chanteur : « Au niveau du nom va falloir me changer ça, parce que c’est de la merde ! Sébastien Patoche, voilà ça c’est de la merde, mais c’est de la merde qui vend. Tu me changes de nom et je t’envoie un contrat ».
À la date du 9 juillet 2013, le nombre de vues sur YouTube dépasse les 2,6 millions.